# 徳島県道220号川内大代線
徳島県道220号川内大代線（とくしまけんどう220ごう かわうちおおしろせん）は、徳島県徳島市から鳴門市に至る一般県道である。

## 概要
徳島市川内町から鳴門市大津町大代に至る。開閉橋がある加賀須野橋がある。徳島とくとくターミナル付近で現道と旧道に分かれている区間がある。

### 路線データ
- 起点：徳島市川内町（徳島県道219号古川長原港線交点）
- 終点：鳴門市大津町大代
- 総延長：8.914 km（他に旧道1.09 km）[1]

## 歴史
- 1959年（昭和34年）1月31日 - 徳島県道80号川内大代線として認定。
- 1972年（昭和47年）3月10日 - 現在の徳島県道220号として再認定。
- 2014年（平成26年）8月8日 - 加賀須野橋の架け替えが完了。

## 路線状況

### 重複区間
- 徳島県道401号鳴門徳島自転車道線（徳島市川内町 - 板野郡松茂町広島）

### 道路施設

#### 橋梁
- 加賀須野橋（今切川、徳島市 - 板野郡松茂町）
- 広島橋（旧吉野川、板野郡松茂町）

## 地理

### 通過する自治体
- 徳島県
  - 徳島市 - 板野郡松茂町 - 鳴門市

### 交差する道路
| 交差する道路                                 | 市町村名 | 市町村名 | 交差する場所 | 交差する場所 |
| -------------------------------------------- | -------- | -------- | ------------ | ------------ |
| 徳島県道219号古川長原港線                    | 徳島市   | 徳島市   | 川内町       | 起点         |
| 徳島県道221号富吉久木線                      | 徳島市   | 徳島市   | 川内町       |              |
| 徳島県道29号徳島環状線                       | 徳島市   | 徳島市   | 川内町       |              |
| 国道11号 国道28号 重複                       | 徳島市   | 徳島市   | 川内町       |              |
| 徳島県道401号鳴門徳島自転車道線 重複区間起点 | 徳島市   | 徳島市   | 川内町       |              |
| 徳島県道401号鳴門徳島自転車道線 重複区間終点 | 板野郡   | 松茂町   | 広島         |              |
| 国道28号                                     | 板野郡   | 松茂町   | 広島         |              |
| 徳島県道226号津慈広島線                      | 板野郡   | 松茂町   | 広島         |              |
| 徳島県道220号川内大代線 / 旧道               | 板野郡   | 松茂町   | 中喜来       |              |
| 国道11号                                     | 板野郡   | 松茂町   | 中喜来       | [ 注釈 1 ]   |
| 国道11号                                     | 板野郡   | 松茂町   | 中喜来       | [ 注釈 2 ]   |
| 徳島県道40号徳島空港線                       | 板野郡   | 松茂町   | 中喜来       | [ 注釈 1 ]   |
| 徳島県道40号徳島空港線                       | 板野郡   | 松茂町   | 中喜来       | [ 注釈 2 ]   |
| 徳島県道12号鳴門池田線                       | 鳴門市   | 鳴門市   | 大津町大代   | 終点         |

### 沿線
- 徳島市川内北小学校
- 加賀須野橋 - 徳島市川内町と板野郡松茂町広島を結ぶ開閉橋。旧橋はバス以外の大型車は通行禁止であった。
- 徳島とくとくターミナル
- 松茂町立喜来小学校
- 喜来郵便局